# 李蕆
李蕆（イ・チョン、朝鮮語: 이천、1376年 - 1451年11月30日〈太陰暦: 11月8日〉）は、朝鮮の武官、科学者。本貫は礼安李氏。
号は佛谷（プルゴク）、諡号は翼襄（イキャン）。
父は軍部の判書であった李竦。崔閏徳に続いて平安道の節度使となり四軍を開拓し、蒋英実とともに仰釜日晷と自撃漏を制作した。